# Don't Forget
Don't Forget je debutové studiové album americké zpěvačky Demi Lovato, které vyšlo 23. září 2008 pod vydavatelstvím Hollywood Records. Demi začala pracovat na albu už od září 2007, během natáčení televizního filmu Camp Rock, který produkoval Disney Channel. Lovato napsala většinu svých písní a pomáhali jí také skupina Jonas Brothers, která album produkovala po boku hudebního producenta Johna Fieldse. Na albu taky pracovaly Kara DioGuardi, Jason Reeves a Rooney (frontman Robert Schwartzman). Don't Forget se nese v Pop-Rockovým a Popovým žánrem. Texty se zabývají různými dospívajícími tématy.
Album se setkalo s obecně pozitivními recenzemi od kritiků zejména v Americe. Vzhledem k tomu, že Jonas Brothers pomáhali při produkci alba, kritici si všimly výrazné podobnosti mezi umělci. Nicméně písně z alba, byly chváleny. Don't Forget debutovala na čísle 2 v Billboard 200 a nakonec byla kvalifikovaná na zlato od Asociace amerického nahrávacího průmyslu (RIAA) za prodání 530.000 kopií ve Spojených státech. V Kanadě se album umístilo na 9. místě a ve Španělsku na 13. místě. V České republice se album neumístilo.

## Pozadí
Demi byla objevena Disney Channel během výběrového konkurzu v jejím rodném městě Dallas (Texas) a debutovala v americké seriálu As the Bell Rings v roce 2007. Následně se ucházela o roli v televizním seriálu Jonas, ale nezískala místo. Místo toho, ale získala místo hlavní postavy v televizním filmu Camp Rock. Později se také ucházela o místo Sonny ve velkém světě, které získala. Díky seriálu Camp Rocku podepsala Demi nahrávací smlouvu s Hollywood Records na začátku roku 2008. Demi požádala Jonas Brothers, vyjádřila se k tomu tak, že její vlastní písně potřebují "lesk" - Demi prohlásila, že její písně potřebovali být více "intenzivnější a méně chytlavé". S albem se Demi chtěla uděla jméno hudebníka a né další Disney hvězdičky, či dívka z Camp Rocku. Demi prohlásila, že její album bude obsahovat hlubší témata, ale že se vyhýbá tzv. "temným písní", protože je to její debut a ona chce přines spíše zábavu - takovou, kterou můžeme poslouchat v autě.
Standardní vydání
| #   | Název                            | Autor                                           | Délka |
| --- | -------------------------------- | ----------------------------------------------- | ----- |
| 1.  | ”La La Land”                     | Demi Lovato, Nick Jonas, Joe Jonas, Kevin Jonas | 3:16  |
| 2.  | ”Get Back”                       | Demi Lovato, Nick Jonas, Joe Jonas, Kevin Jonas | 3:20  |
| 3.  | ”Trainwreck”                     | Demi Lovato                                     | 3:18  |
| 4.  | ”Party”                          | Demi Lovato, John Fields, Robert Schwartzman    | 3:52  |
| 5.  | ”On the Line” (s Jonas Brothers) | Demi Lovato, Nick Jonas, Joe Jonas, Kevin Jonas | 3:26  |
| 6.  | ”Don’t Forget”                   | Demi Lovato, Nick Jonas, Joe Jonas, Kevin Jonas | 3:43  |
| 7.  | ”Gonna Get Caught”               | Demi Lovato, Nick Jonas, Joe Jonas, Kevin Jonas | 3:11  |
| 8.  | ”Two Worlds Collide”             | Demi Lovato, Nick Jonas, Joe Jonas, Kevin Jonas | 3:18  |
| 9.  | ”The Middle”                     | Jason Reeves, John Fields, Kara DioGuardi       | 3:05  |
| 10. | ”Until You’re Mine”              | Adam Watts, Andy Dodd                           | 3:31  |
| 11. | ”Believe In Me”                  | Demi Lovato, John Fields, Kara DioGuardi        | 3:42  |

Deluxové vydání bonusových skladeb
| #   | Název                | Autor                   | Délka |
| --- | -------------------- | ----------------------- | ----- |
| 12. | ”Behind Enemy Lines” | Demi Lovato, Nick Jonas | 2:49  |
| 13. | ”Lo Que Soy”         | Watts, Dodd             | 3:28  |

Mezinárodní digitální edice
| #   | Název         | Autor                                           | Délka |
| --- | ------------- | ----------------------------------------------- | ----- |
| 12. | ”Back Around” | Demi Lovato, Nick Jonas, Joe Jonas, Kevin Jonas | 3:10  |

### Deluxová edice DVD
- Hudební video "Get Back"
- Tvorba videa "Get Back"
- Hudební video "La La Land"
- Tvorba videa "La La Land"
- Záběry ze zákulisí turné Jonas Brothers - Burnin' Up Tour
- Živé vystoupení - "Don't Forget"
- V zákulisí a prezentace fotografií z fotogalerie
- Nikdy předtím neviděná studiová stopáž nahrávky "Party", "Gonna Get Caught", "Behind Enemy Lines"